# Brescia Calcio 1981-1982
Questa pagina raccoglie i dati riguardanti il Brescia Calcio nelle competizioni ufficiali della stagione 1981-1982.

## Stagione
Il presidente Sergio Saleri si fa da parte, passa la mano al commendator Mario Cervati. 
Sono confermati il direttore sportivo Nardino Previdi e, nonostante la retrocessione, anche l'allenatore Alfredo Magni. Ma per il Brescia anche il torneo cadetto è colmo di amarezze. 
Ai primi di gennaio, con la squadra in piena lotta per salvarsi, viene sollevato dall'incarico l'allenatore che viene sostituito con Marino Perani. Ma le cose non migliorano ed il Brescia, a 43 anni di distanza dalla prima e unica volta, viene retrocesso nel terzo livello del calcio nazionale.
In Coppa Italia il Brescia non supera il primo turno, classificandosi quarto nel girone 6, dietro a Fiorentina (qualificata), Genoa, Varese e davanti al Foggia.

## Divise e sponsor
Lo sponsor tecnico per la stagione 1981-1982 è Tepa Sport, mentre lo sponsor commerciale è Inoxriv.

## Organigramma societario
Area direttiva
- Presidente: Mario Cervati

Area dirigenziale
- Direttore Sportivo: Nardino Previdi

Staff tecnico
- Allenatore: Alfredo Magni (1ª-14ª), Marino Perani (15ª-38ª)

## Rosa
| N. |                   | Ruolo | Calciatore           |
| -- | ----------------- | ----- | -------------------- |
|    | Italia (bandiera) | P     | Astutillo Malgioglio |
|    | Italia (bandiera) | P     | Giorgio Pellizzaro   |
|    | Italia (bandiera) | C     | Ivano Bonetti        |
|    | Italia (bandiera) | D     | Pasquale Fanesi      |
|    | Italia (bandiera) | D     | Dino Galparoli       |
|    | Italia (bandiera) | D     | Viviano Guida        |
|    | Italia (bandiera) | D     | Pietro Leali         |
|    | Italia (bandiera) | D     | Massimo Mazzucchelli |
|    | Italia (bandiera) | D     | Gabriele Podavini    |
|    | Italia (bandiera) | D     | Renato Sali          |
|    | Italia (bandiera) | D     | Maurizio Venturi     |
|    | Italia (bandiera) | C     | Stefano Bonometti    |
|    | Italia (bandiera) | C     | Gianni De Biasi      |

| N. |                   | Ruolo | Calciatore             |
| -- | ----------------- | ----- | ---------------------- |
|    | Italia (bandiera) | C     | Vito Graziani          |
|    | Italia (bandiera) | C     | Dario Lazzarin         |
|    | Italia (bandiera) | C     | Giovanni Lorini        |
|    | Italia (bandiera) | C     | Alessandro Quaggiotto  |
|    | Italia (bandiera) | C     | Sandro Walter Salvioni |
|    | Italia (bandiera) | C     | Vincenzo Tavarilli     |
|    | Italia (bandiera) | C     | Domenico Volpati       |
|    | Italia (bandiera) | A     | Luciano Adami          |
|    | Italia (bandiera) | A     | Vittorio Cozzella      |
|    | Italia (bandiera) | A     | Nicola D'Ottavio       |
|    | Italia (bandiera) | A     | Gabriele Messina       |
|    | Italia (bandiera) | A     | Francesco Vincenzi     |

## Risultati

### Serie B

#### Girone di andata
| Arbitro: | Menegali (Roma) |

|                          |           |               |
| Podavini 8’ Vincenzi 82’ | Marcatori | 90’ Scanziani |

| Arbitro: | Paparesta (Bari) |

|           |           |  |
| Silva 81’ | Marcatori |  |

| Arbitro: | Altobelli (Roma) |

|              |           |            |
| Vincenzi 28’ | Marcatori | 11’ Tacchi |

| Arbitro: | Lombardo (Marsala) |

|                   |           |  |
| Capone 39’ (rig.) | Marcatori |  |

| Arbitro: | Parussini (Udine) |

|  |           |                  |
|  | Marcatori | 35’ (rig.) Viola |

| Arbitro: | Bianciardi (Siena) |

|               |           |              |
| Corradini 84’ | Marcatori | 78’ Podavini |

| Arbitro: | Lops (Torino) |

|                           |           |  |
| Volpati 24’ D'Ottavio 68’ | Marcatori |  |

| Arbitro: | Polacco (Conegliano) |

|                                |           |              |
| Gustinetti 46’ Petruzzelli 59’ | Marcatori | 11’ Salvioni |

| Arbitro: | Tubertini (Bologna) |

|                       |           |              |
| Speggiorin 35’ (rig.) | Marcatori | 86’ Salvioni |

| Arbitro: | Longhi (Roma) |

|             |           |  |
| Bonetti 86’ | Marcatori |  |

| Arbitro: | Prati (Parma) |

|                       |           |              |
| Vella 1’ Crialesi 21’ | Marcatori | 41’ Cozzella |

| Brescia 29 novembre 1981 12ª giornata | Brescia       | 0 – 0 | Cavese | Stadio Mario Rigamonti\| Arbitro: \| Lops (Torino) \| |
| Arbitro:                              | Lops (Torino) |       |        |                                                       |

| Arbitro: | Benedetti (Roma) |

|            |           |              |
| Auteri 46’ | Marcatori | 21’ Cozzella |

| Arbitro: | Bianciardi (Siena) |

|                                 |           |                                        |
| Di Cicco 75’ (aut.) Volpati 85’ | Marcatori | 9’ De Stefanis 21’ Gasperini 72’ Lopez |

| Arbitro: | Falzier (Treviso) |

|                             |           |           |
| Sorbi 27’ Fanesi 72’ (aut.) | Marcatori | 56’ Adami |

| Arbitro: | Pieri (Genova) |

|               |           |                       |
| Adami 1’, 41’ | Marcatori | 27’ Bagnato 35’ Iorio |

| Arbitro: | Facchin (Udine) |

|              |           |  |
| Cozzella 18’ | Marcatori |  |

| Cremona 17 gennaio 1982 18ª giornata | Cremonese          | 0 – 0 | Brescia | Stadio Giovanni Zini\| Arbitro: \| Patrussi (Ravenna) \| |
| Arbitro:                             | Patrussi (Ravenna) |       |         |                                                          |

| Brescia 24 gennaio 1982 19ª giornata | Brescia          | 0 – 0 | Verona | Stadio Mario Rigamonti\| Arbitro: \| Vitali (Bologna) \| |
| Arbitro:                             | Vitali (Bologna) |       |        |                                                          |

#### Girone di ritorno
| Arbitro: | Pirandola (Lecce) |

|                                          |           |  |
| Manzo 17’, 22’ Zanone 26’, 29’ Vullo 59’ | Marcatori |  |

| Arbitro: | Parussini (Udine) |

|  |           |              |
|  | Marcatori | 69’ Mazzarri |

| Arbitro: | Vitali (Bologna) |

|                            |           |  |
| Magistrelli 14’ Tacchi 90’ | Marcatori |  |

| Arbitro: | Giaffreda (Roma) |

|              |           |  |
| De Biasi 44’ | Marcatori |  |

| Arbitro: | Facchin (Udine) |

|              |           |              |
| Vagheggi 12’ | Marcatori | 52’ Vincenzi |

| Brescia 14 marzo 1982 25ª giornata | Brescia            | 0 – 0 | Reggiana | Stadio Mario Rigamonti\| Arbitro: \| Patrussi (Ravenna) \| |
| Arbitro:                           | Patrussi (Ravenna) |       |          |                                                            |

| Arbitro: | Leni (Perugia) |

|                |           |             |
| Castronaro 86’ | Marcatori | 16’ Messina |

| Arbitro: | Tubertini (Bologna) |

|           |           |            |
| Adami 63’ | Marcatori | 46’ Bordon |

| Arbitro: | Pezzella (Frattamaggiore) |

|              |           |              |
| De Biasi 26’ | Marcatori | 82’ Perrotta |

| Arbitro: | Tani (Livorno) |

|  |           |              |
|  | Marcatori | 48’ Vincenzi |

| Arbitro: | Giaffreda (Roma) |

|                     |           |  |
| Ciampoli 73’ (aut.) | Marcatori |  |

| Arbitro: | Milan (Treviso) |

|  |           |           |
|  | Marcatori | 63’ Adami |

| Brescia 2 maggio 1982 32ª giornata | Brescia           | 0 – 0 | Varese | Stadio Mario Rigamonti\| Arbitro: \| Angelelli (Terni) \| |
| Arbitro:                           | Angelelli (Terni) |       |        |                                                           |

| Arbitro: | Lops (Torino) |

|                                |           |  |
| Lamia Caputo 19’ Montesano 26’ | Marcatori |  |

| Brescia 16 maggio 1982 34ª giornata | Brescia          | 0 – 0 | Pisa | Stadio Mario Rigamonti\| Arbitro: \| Lanese (Messina) \| |
| Arbitro:                            | Lanese (Messina) |       |      |                                                          |

| Arbitro: | Benedetti (Roma) |

|           |           |  |
| Iorio 61’ | Marcatori |  |

| Arbitro: | Menegali (Roma) |

|             |           |  |
| Baldoni 61’ | Marcatori |  |

| Arbitro: | Bergamo (Livorno) |

|                           |           |                                            |
| De Biasi 12’ Vincenzi 14’ | Marcatori | 50’ Frutti 65’ Nicolini 86’ (rig.) Finardi |

| Arbitro: | Falzier (Treviso) |

|              |           |              |
| Guidolin 48’ | Marcatori | 71’ Lazzarin |

### Coppa Italia

#### Girone 6
| Arbitro: | Agnolin (Bassano del Grappa) |

|  |           |               |
|  | Marcatori | 13’ Antognoni |

| Arbitro: | Falzier (Treviso) |

|                       |           |              |
| Venturi 20’ Adami 66’ | Marcatori | 31’ Musiello |

| Arbitro: | Vitali (Bologna) |

|           |           |  |
| Corti 26’ | Marcatori |  |

| 2 settembre 1981 4ª giornata |  | – Riposo |  |  |

| Arbitro: | Pirandola (Lecce) |

|                                   |           |                               |
| Strappa 6’ Salvadè 12’ Auteri 50’ | Marcatori | 35’ (rig.) Vincenzi 88’ Adami |

## Statistiche

### Statistiche dei giocatori
| Giocatore       | Serie B  | Serie B | Serie B     | Serie B    | Coppa Italia | Coppa Italia | Coppa Italia | Coppa Italia | Totale   | Totale | Totale      | Totale     |
| Giocatore       | Presenze | Reti    | Ammonizioni | Espulsioni | Presenze     | Reti         | Ammonizioni  | Espulsioni   | Presenze | Reti   | Ammonizioni | Espulsioni |
| --------------- | -------- | ------- | ----------- | ---------- | ------------ | ------------ | ------------ | ------------ | -------- | ------ | ----------- | ---------- |
| L. Adami        | 22       | 5       | ?           | ?          | 2            | 2            | ?            | ?            | 24       | 7      | ?           | ?          |
| D. Bonetti      | 20       | 1       | ?           | ?          | 0            | 0            | ?            | ?            | 20       | 1      | ?           | ?          |
| S. Bonometti    | 24       | 0       | ?           | ?          | 3            | 0            | ?            | ?            | 27       | 0      | ?           | ?          |
| V. Cozzella     | 15       | 3       | ?           | ?          | 0            | 0            | ?            | ?            | 15       | 3      | ?           | ?          |
| N. D'Ottavio    | 3        | 1       | ?           | ?          | 4            | 0            | ?            | ?            | 7        | 1      | ?           | ?          |
| G. De Biasi     | 33       | 3       | ?           | ?          | 1            | 0            | ?            | ?            | 34       | 3      | ?           | ?          |
| P. Fanesi       | 16       | 0       | ?           | ?          | 0            | 0            | ?            | ?            | 16       | 0      | ?           | ?          |
| D. Galparoli    | 7        | 0       | ?           | ?          | 4            | 0            | ?            | ?            | 11       | 0      | ?           | ?          |
| V. Graziani     | 26       | 0       | ?           | ?          | 4            | 0            | ?            | ?            | 30       | 0      | ?           | ?          |
| V. Guida        | 24       | 0       | ?           | ?          | 3            | 0            | ?            | ?            | 27       | 0      | ?           | ?          |
| D. Lazzarin     | 1        | 0       | ?           | ?          | 0            | 0            | ?            | ?            | 1        | 0      | ?           | ?          |
| P. Leali        | 16       | 0       | ?           | ?          | 0            | 0            | ?            | ?            | 16       | 0      | ?           | ?          |
| G. Lorini       | 29       | 0       | ?           | ?          | 4            | 0            | ?            | ?            | 33       | 0      | ?           | ?          |
| A. Malgioglio   | 24       | -25     | ?           | ?          | 4            | -6           | ?            | ?            | 28       | -31    | ?           | ?          |
| M. Mazzucchelli | 2        | 0       | ?           | ?          | 0            | 0            | ?            | ?            | 2        | 0      | ?           | ?          |
| G. Messina      | 14       | 1       | ?           | ?          | 0            | 0            | ?            | ?            | 14       | 1      | ?           | ?          |
| G. Pellizzaro   | 15       | -13     | ?           | ?          | 0            | 0            | ?            | ?            | 15       | -13    | ?           | ?          |
| G. Podavini     | 36       | 2       | ?           | ?          | 4            | 0            | ?            | ?            | 40       | 2      | ?           | ?          |
| A. Quaggiotto   | 21       | 0       | ?           | ?          | 0            | 0            | ?            | ?            | 21       | 0      | ?           | ?          |
| R. Sali         | 16       | 0       | ?           | ?          | 0            | 0            | ?            | ?            | 16       | 0      | ?           | ?          |
| S.W. Salvioni   | 36       | 2       | ?           | ?          | 4            | 0            | ?            | ?            | 40       | 2      | ?           | ?          |
| V. Tavarilli    | 14       | 0       | ?           | ?          | 2            | 0            | ?            | ?            | 16       | 0      | ?           | ?          |
| M. Venturi      | 6        | 0       | ?           | ?          | 4            | 1            | ?            | ?            | 10       | 1      | ?           | ?          |
| F. Vincenzi     | 26       | 4       | ?           | ?          | 3            | 1            | ?            | ?            | 29       | 5      | ?           | ?          |
| D. Volpati      | 34       | 2       | ?           | ?          | 4            | 0            | ?            | ?            | 38       | 2      | ?           | ?          |